# Nusa (geslacht)
Nusa is een vliegengeslacht uit de familie van de Roofvliegen (Asilidae).

## Soorten
- N. aequalis Walker, 1851
- N. albibasis Ricardo, 1927
- N. andhraensis Joseph & Parui, 1999
- N. balraji Joseph & Parui, 1999
- N. bengalensis Joseph & Parui, 1987
- N. bhargavai Joseph & Parui, 1992
- N. dispar (Gerstaecker, 1871)
- N. elva (Walker, 1849)
- N. eos Londt, 2006
- N. formio Walker, 1851
- N. geniculata Joseph & Parui, 1997
- N. ghorpadei Joseph & Parui, 1987
- N. grisea (Hermann, 1914)
- N. indica Joseph & Parui, 1987
- N. infumata (Loew, 1851)
- N. ingwavuma Oldroyd, 1974
- N. karikalensis Joseph & Parui, 1989
- N. mukherjeei Joseph & Parui, 1997
- N. pseudoalbibasis Joseph & Parui, 1987

- N. puella (Rondani, 1873)
- N. pursati Tomosovic, 2005
- N. rajasthanensis Joseph & Parui, 1992
- N. ramicosa (Loew, 1871)
- N. sahai Joseph & Parui, 1997
- N. setosa Joseph & Parui, 1992
- N. shevaroyensis Joseph & Parui, 1992
- N. sirkari Joseph & Parui, 1997
- N. smetsi Tomosovic, 2005
- N. trianguligera (Austen, 1914)
- N. vari Tomosovic, 2005
- N. yerburyi Ricardo, 1927